# Helsinge, Danmark
Helsinge är  kommunhuvudort i Gribskovs kommun i Danmark. Den ligger i regionen Region Hovedstaden, nordväst om Köpenhamn.  Helsinge har en station på Gribskovbanen mellan Hillerød och Tisvildeleje.